# Agulleta de riu
L'agulleta de riu (Syngnathus abaster) és una espècie de peix de la família dels singnàtids i de l'ordre dels singnatiformes.

## Morfologia
- Els mascles poden assolir 21 cm de longitud total.[1][2]

## Reproducció
És ovovivípar.

## Depredadors
És depredat per Alosa brashnikovi (a Rússia), Sander lucioperca, Silurus glanis, Dicentrarchus labrax (a Portugal) i Chelidonichthys lucernus (a Portugal).

## Hàbitat
És un peix demersal que viu fins als 5 m de fondària.

## Distribució geogràfica
Es troba des del sud de la Mar Cantàbrica fins al Gibraltar, la Mediterrània i la mar Negra. Ha estat introduït als territoris de l'antiga URSS.